# Puerto Rico az 1964. évi nyári olimpiai játékokon
Puerto Rico a japán Tokióban megrendezett 1964. évi nyári olimpiai játékok egyik részt vevő nemzete volt. Az országot az olimpián 8 sportágban 32 sportoló képviselte, akik érmet nem szereztek.

## Atlétika
Férfi
| Versenyző       | Versenyszám | Előfutam | Előfutam | Előfutam | Elődöntő | Elődöntő | Elődöntő | Döntő   | Döntő    |
| Versenyző       | Versenyszám | Idő      | Hely.    | Össz.    | Idő      | Hely.    | Össz.    | Idő     | Helyezés |
| --------------- | ----------- | -------- | -------- | -------- | -------- | -------- | -------- | ------- | -------- |
| Arnaldo Bristol | 110 m gát   | 14,69    | 6.       | 21.      | kiesett  | kiesett  | kiesett  | kiesett | kiesett  |
| Heriberto Cruz  | 110 m gát   | 14,93    | 6.       | 28.*     | kiesett  | kiesett  | kiesett  | kiesett | kiesett  |
| Abraham Fornés  | Maraton     |          |          |          |          |          |          | 2:46:22 | 55.      |

| Versenyző       | Versenyszám   | Selejtező | Selejtező | Döntő    | Döntő    |
| Versenyző       | Versenyszám   | Eredmény  | Helyezés  | Eredmény | Helyezés |
| --------------- | ------------- | --------- | --------- | -------- | -------- |
| Rolando Cruz    | Rúdugrás      | 450 cm    | 21.       | kiesett  | kiesett  |
| Samuel Cruz     | Távolugrás    | 674 cm    | 30.       | kiesett  | kiesett  |
| Ignacio Reinosa | Diszkoszvetés | 46,36 m   | 25.       | kiesett  | kiesett  |

* - egy másik versenyzővel azonos időt ért el

## Kosárlabda
| Puerto Ricó-i férfi kosárlabdacsapat-játékoskeret                                      | Puerto Ricó-i férfi kosárlabdacsapat-játékoskeret                                               |
| -------------------------------------------------------------------------------------- | ----------------------------------------------------------------------------------------------- |
| - Rubén Adorno - Martin Ansa - Juan Ramón Báez - Ángel Cancel - Teo Cruz - Evelio Droz | - Jaime Frontera - Ángel García - Tomás Gutiérrez - Bill McCadney - Juan Vicéns - Alberto Zamot |

### Eredmények
Csoportkör
A csoport
| Csapat              | M | Gy | V | P+  | P–  | Pk   |
| ------------------- | - | -- | - | --- | --- | ---- |
| Szovjetunió (URS)   | 7 | 7  | 0 | 562 | 424 | +138 |
| Puerto Rico (PUR)   | 7 | 5  | 2 | 493 | 454 | +39  |
| Lengyelország (POL) | 7 | 4  | 3 | 467 | 448 | +19  |
| Olaszország (ITA)   | 7 | 4  | 3 | 495 | 480 | +15  |
| Mexikó (MEX)        | 7 | 3  | 4 | 485 | 514 | –29  |
| Japán (JPN)         | 7 | 3  | 4 | 421 | 428 | –7   |
| Magyarország (HUN)  | 7 | 2  | 5 | 407 | 469 | –62  |
| Kanada (CAN)        | 7 | 0  | 7 | 408 | 521 | –113 |

| 1964. október 11. 17:30 | Puerto Rico (PUR) | 65 – 55 | Japán (JPN) |  |
| 1964. október 11. 17:30 | (22–24)           |         |             |  |

| 1964. október 12. 10:30 | Olaszország (ITA) | 74 – 64 | Puerto Rico (PUR) |  |
| 1964. október 12. 10:30 | (42–33)           |         |                   |  |

| 1964. október 13. 13:30 | Puerto Rico (PUR) | 73 – 55 | Mexikó (MEX) |  |
| 1964. október 13. 13:30 | (30–27)           |         |              |  |

| 1964. október 14. 9:00 | Szovjetunió (URS) | 82 – 63 | Puerto Rico (PUR) |  |
| 1964. október 14. 9:00 | (43–28)           |         |                   |  |

| 1964. október 16. 20:30 | Puerto Rico (PUR) | 66 – 60 | Lengyelország (POL) |  |
| 1964. október 16. 20:30 | (21–26)           |         |                     |  |

| 1964. október 17. 13:30 | Puerto Rico (PUR) | 88 – 69 | Kanada (CAN) |  |
| 1964. október 17. 13:30 | (45–31)           |         |              |  |

| 1964. október 18. 9:00 | Puerto Rico (PUR) | 74 – 59 | Magyarország (HUN) |  |
| 1964. október 18. 9:00 | (32–30)           |         |                    |  |

Elődöntő
| 1964. október 21. 18:30 | Egyesült Államok (USA) | 62 – 42 | Puerto Rico (PUR) |  |
| 1964. október 21. 18:30 | (23–24)                |         |                   |  |

Bronzmérkőzés
| 1964. október 23. 18:30 | Brazília (BRA) | 76 – 60 | Puerto Rico (PUR) |  |
| 1964. október 23. 18:30 | (39–26)        |         |                   |  |

| Csapat            | Helyezés |
| ----------------- | -------- |
| Puerto Rico (PUR) | 4.       |

## Műugrás
Férfi
| Versenyző       | Versenyszám        | Selejtező | Selejtező | Döntő   | Döntő    |
| Versenyző       | Versenyszám        | Pont      | Helyezés  | Pont    | Helyezés |
| --------------- | ------------------ | --------- | --------- | ------- | -------- |
| Jerome Anderson | Egyéni műugrás     | 81,07     | 22.       | kiesett | kiesett  |
| Jerome Anderson | Egyéni toronyugrás | 79,54     | 27.       | kiesett | kiesett  |

## Ökölvívás
| Versenyző          | Versenyszám | 32-es főtábla                        | Nyolcaddöntő      | Negyeddöntő       | Elődöntő          | Döntő             | Helyezés |
| Versenyző          | Versenyszám | Ellenfél Eredmény                    | Ellenfél Eredmény | Ellenfél Eredmény | Ellenfél Eredmény | Ellenfél Eredmény | Helyezés |
| ------------------ | ----------- | ------------------------------------ | ----------------- | ----------------- | ----------------- | ----------------- | -------- |
| José Alonso Nieves | Pehelysúly  | Sztanyiszlav Sztyepaskin (URS) · RSC | kiesett           | kiesett           | kiesett           | kiesett           | 17.      |

## Sportlövészet
Férfi
| Versenyző        | Versenyszám          | Pont | Helyezés |
| ---------------- | -------------------- | ---- | -------- |
| Leon Lyon        | Gyorstüzelő pisztoly | 570  | 37.      |
| Fred Guillermety | Szabadpisztoly       | 512  | 42.      |
| Jaime Loyola     | Trap                 | 171  | 46.      |

## Súlyemelés
| Versenyző          | Versenyszám | Nyomás   | Nyomás   | Szakítás | Szakítás | Lökés    | Lökés    | Összesen | Helyezés |
| Versenyző          | Versenyszám | Eredmény | Helyezés | Eredmény | Helyezés | Eredmény | Helyezés | Összesen | Helyezés |
| ------------------ | ----------- | -------- | -------- | -------- | -------- | -------- | -------- | -------- | -------- |
| Fernando Báez      | 56 kg       | 107,5    | 3.       | 87,5     | 20.      | 127,5    | 12.      | 322,5    | 13.      |
| Pedro Serrano      | 60 kg       | 100,0    | 14.      | 105,0    | 8.       | 127,5    | 15.      | 332,5    | 12.      |
| Víctor Ángel Pagán | 75 kg       | 127,5    | 11.      | 127,5    | 6.       | 160,0    | 7.       | 415,0    | 9.       |
| Fernando Torres    | 90 kg       | 132,5    | 14.      | 120,0    | 15.      | 155,0    | 15.      | 407,5    | 15.      |

## Úszás
Férfi
| Versenyző       | Versenyszám  | Előfutam | Előfutam | Előfutam | Elődöntő | Elődöntő | Elődöntő | Döntő   | Döntő    |
| Versenyző       | Versenyszám  | Idő      | Hely.    | Össz.    | Idő      | Hely.    | Össz.    | Idő     | Helyezés |
| --------------- | ------------ | -------- | -------- | -------- | -------- | -------- | -------- | ------- | -------- |
| Celestino Pérez | 100 m gyors  | 1:01,3   | 7.       | 65.      | kiesett  | kiesett  | kiesett  | kiesett | kiesett  |
| Celestino Pérez | 400 m gyors  | 4:30,9   | 4.       | 27.      |          |          |          | kiesett | kiesett  |
| Celestino Pérez | 1500 m gyors | 18:07,2  | 5.       | 17.      |          |          |          | kiesett | kiesett  |
| Celestino Pérez | 400 m vegyes | 5:10,9   | 5.       | 18.      |          |          |          | kiesett | kiesett  |
| Elliot Chenaux  | 400 m vegyes | 5:11,3   | 4.       | 21.      |          |          |          | kiesett | kiesett  |
| Elliot Chenaux  | 1500 m gyors | 18:33,1  | 7.       | 29.      |          |          |          | kiesett | kiesett  |
| Elliot Chenaux  | 200 m hát    | 2:33,1   | 7.       | 32.      | kiesett  | kiesett  | kiesett  | kiesett | kiesett  |
| Elliot Chenaux  | 200 m mell   | 2:52,5   | 7.       | 33.      | kiesett  | kiesett  | kiesett  | kiesett | kiesett  |

Női
| Versenyző        | Versenyszám    | Előfutam | Előfutam | Előfutam | Elődöntő | Elődöntő | Elődöntő | Döntő   | Döntő    |
| Versenyző        | Versenyszám    | Idő      | Hely.    | Össz.    | Idő      | Hely.    | Össz.    | Idő     | Helyezés |
| ---------------- | -------------- | -------- | -------- | -------- | -------- | -------- | -------- | ------- | -------- |
| Ann Lallande     | 100 m gyors    | 1:06,8   | 7.       | 39.      | kiesett  | kiesett  | kiesett  | kiesett | kiesett  |
| Ann Lallande     | 400 m gyors    | 5:04,3   | 5.       | 17.      |          |          |          | kiesett | kiesett  |
| Ann Lallande     | 100 m pillangó | 1:17,1   | 7.       | 29.      | kiesett  | kiesett  | kiesett  | kiesett | kiesett  |
| Margaret Harding | 100 m pillangó | 1:23,7   | 7.       | 31.      | kiesett  | kiesett  | kiesett  | kiesett | kiesett  |
| Margaret Harding | 400 m vegyes   | 6:10,7   | 6.       | 21.      |          |          |          | kiesett | kiesett  |
| Margaret Harding | 200 m mell     | 3:16,0   | 7.       | 25.      |          |          |          | kiesett | kiesett  |
| Margaret Harding | 100 m hát      | 1:19,5   | 8.       | 29.      |          |          |          | kiesett | kiesett  |
| Margaret Harding | 100 m gyors    | 1:11,7   | 8.       | 42.      | kiesett  | kiesett  | kiesett  | kiesett | kiesett  |

## Vitorlázás
Nyílt
| Versenyző           | Versenyszám | Futam | Futam | Futam | Futam | Futam | Futam | Futam | Pontszám | Helyezés |
| Versenyző           | Versenyszám | 1     | 2     | 3     | 4     | 5     | 6     | 7     | Pontszám | Helyezés |
| ------------------- | ----------- | ----- | ----- | ----- | ----- | ----- | ----- | ----- | -------- | -------- |
| Juan Torruella, Sr. | Finn dingi  | (101) | 101   | 258   | 128   | 142   | 157   | 172   | 958      | 31.      |